# Hemiplatytes epia
Hemiplatytes epia là một loài bướm đêm trong họ Crambidae.